# Rhodopina assamana
Rhodopina assamana är en skalbaggsart som beskrevs av Stefan von Breuning 1966. Rhodopina assamana ingår i släktet Rhodopina och familjen långhorningar. Inga underarter finns listade i Catalogue of Life.